# Leichtathletik-Weltmeisterschaften 1987/4 × 100 m der Frauen

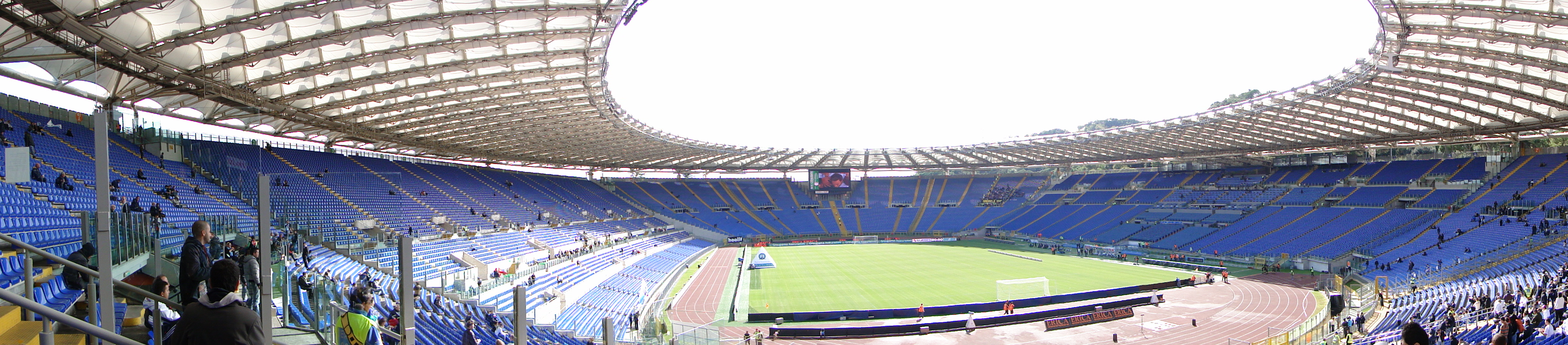
Das Olympiastadion in Rom

Die 4-mal-100-Meter-Staffel der Frauen bei den Leichtathletik-Weltmeisterschaften 1987 am 5. und 6. September 1987 im Olympiastadion der italienischen Hauptstadt Rom ausgetragen.
Weltmeister wurde die USA in der Besetzung Alice Brown, Diane Williams, Florence Griffith-Joyner und Pam Marshall.
Den zweiten Platz belegte die DDR mit Silke Gladisch, Cornelia Oschkenat, Kerstin Behrendt und Marlies Göhr.
Bronze ging an die Sowjetunion (Irina Sljussar, Natalja Pomoschtschnikowa, Natalja German, Olga Antonowa).
Es gab im Finale keine Besetzungsänderungen der einzelnen Staffeln.

## Rekorde

### Bestehende Rekorde
| Weltrekord | 41,37 s | DDR (Silke Gladisch, Sabine Rieger, Ingrid Auerswald, Marlies Göhr) | Canberra, Australien          | 6. Oktober 1985 |
| WM-Rekord  | 41,76 s | DDR (Silke Gladisch, Marita Koch, Ingrid Auerswald, Marlies Göhr)   | WM 1983 in Helsinki, Finnland | 10. August 1983 |

### Rekordverbesserung
Die Weltmeisterstaffel aus den Vereinigten Staaten (Alice Brown, Diane Williams, Florence Griffith-Joyner, Pam Marshall) verbesserte den bestehenden WM-Rekord im Finale am 6. September um achtzehn Hundertstelsekunden auf 41,58 s.

## Doping
In diesem Wettbewerb gab es einen Dopingfall.
Mitglied der zunächst sechstplatzierten kanadischen 4-mal-100-Meter-Staffel war Angella Issajenko, frühere Angella Taylor, die im Dopingfall Ben Johnson involviert war. Sie gehörte unter Charlie Francis derselben Trainingsgruppe an wie Johnson. Der für die Dopingpräparate verantwortliche Arzt George Astaphan war ebenso für Issajenko wie auch für Johnson zuständig. Nachdem Ben Johnson des Dopingvergehens überführt war, legte Issajenko zahlreiche Dopingpraktiken offen und gestand ein, dass auch sie selber gedopt hatte. Sie erhielt daraufhin eine Sperre, unter anderem ihre bei diesen Weltmeisterschaften erzielten Resultate über 100 Meter (zunächst Platz fünf) und mit der 4-mal-100-Meter-Staffel wurden annulliert.
Benachteiligt wurde die Staffel aus Nigeria. Das Team wäre in der Besetzung Beatrice Utondu, Tina Iheagwam, Mary Onyali und Falilat Ogunkoya im Finale startberechtigt gewesen.

## Vorrunde
6. September
Die Vorrunde wurde in zwei Läufen durchgeführt. Die ersten drei Staffeln pro Lauf – hellblau unterlegt – sowie die darüber hinaus zwei zeitschnellsten Teams – hellgrün unterlegt – qualifizierten sich für das Finale.

### Vorlauf 1
| Platz | Staffel        | Besetzung                                                            | Zeit (s)                                     |
| ----- | -------------- | -------------------------------------------------------------------- | -------------------------------------------- |
| 1     | DDR            | Silke Gladisch Cornelia Oschkenat Kerstin Behrendt Marlies Göhr      | 42,96                                        |
| 2     | BR Deutschland | Silke-Beate Knoll Ulrike Sarvari Andrea Thomas Ute Thimm             | 43,32                                        |
| 3     | Bulgarien      | Ginka Sagortschewa Anelija Nunewa Nadeschda Georgiewa Walja Demirewa | 43,50                                        |
| 4     | Nigeria        | Beatrice Utondu Tina Iheagwam Mary Onyali Falilat Ogunkoya           | 43,95 eigentlich für das Finale qualifiziert |
| 5     | Ghana          | Mercy Addy Diana Yankey Cynthia Quartey Martha Appiah                | 44,28                                        |
| DOP   | Kanada         | Angela Bailey Angela Phipps Angella Issajenko Keturah Anderson       | für das Finale zugelassen                    |
| DNS   | Brasilien      | Inés Ribeiro Claudilea dos Santos Sheila dos Santos Cleide Amaral    |                                              |

### Vorlauf 2
| Platz | Staffel        | Besetzung                                                             | Zeit (s) |
| ----- | -------------- | --------------------------------------------------------------------- | -------- |
| 1     | USA            | Alice Brown Diane Williams Florence Griffith-Joyner Pam Marshall      | 41,96    |
| 2     | Sowjetunion    | Irina Sljussar Natalja Pomoschtschnikowa Natalja German Olga Antonowa | 42,47    |
| 3     | Kuba           | Eusebia Riquelme Aliuska López Susana Armenteros Liliana Allen        | 43,53    |
| 4     | Frankreich     | Françoise Leroux Marie-Christine Cazier Laurence Bily Muriel Leroy    | 43,59    |
| 5     | Großbritannien | Eleanor Cohen Joan Baptiste Wendy Hoyte Paula Dunn                    | 44,21    |
| 6     | Italien        | Rita Angotzi Patrizia Lombardo Annarita Balzani Marisa Masullo        | 44,49    |
| 7     | Indien         | Ashwini Nachappa Vandana Shanbag Sany Joseph Vandana Rao              | 46,32    |

## Finale
6. September 
| Platz | Staffel        | Besetzung                                                             | Zeit (s) |
| ----- | -------------- | --------------------------------------------------------------------- | -------- |
| 1     | USA            | Alice Brown Diane Williams Florence Griffith-Joyner Pam Marshall      | 41,58 CR |
| 2     | DDR            | Silke Gladisch Cornelia Oschkenat Kerstin Behrendt Marlies Göhr       | 41,95    |
| 3     | Sowjetunion    | Irina Sljussar Natalja Pomoschtschnikowa Natalja German Olga Antonowa | 42,33    |
| 4     | Bulgarien      | Ginka Sagortschewa Anelija Nunewa Nadeschda Georgiewa Walja Demirewa  | 42,71    |
| 5     | BR Deutschland | Silke-Beate Knoll Ulrike Sarvari Andrea Thomas Ute Thimm              | 43,20    |
| 6     | Kuba           | Eusebia Riquelme Aliuska López Susana Armenteros Liliana Allen        | 43,66    |
| 7     | Frankreich     | Françoise Leroux Marie-Christine Cazier Laurence Bily Muriel Leroy    | 43,75    |
| DOP   | Kanada         | Angela Bailey Angela Phipps Angella Issajenko Keturah Anderson        |          |

## Video
- 1987 World Championships 4x100m relay Women auf youtube.com, abgerufen am 5. April 2020